# Grant Calcaterra
Grant Calcaterra (Rancho Santa Margarita, California, 4 de diciembre de 1998) es un jugador profesional estadounidense de fútbol americano que se desempeña en la posición de tight end en Philadelphia Eagles, equipo de la National Football League (NFL).

## Carrera
Fue seleccionado en la sexta ronda en la Reunión Anual de Selección de Jugadores de la NFL de 2022. Hizo su debut profesional con el equipo Philadelphia Eagles, donde lleva jugando dos temporadas.